# Henryka Kołodziej
Henryka Barbara Kołodziej (ur. 27 listopada 1939 w Gromadzicach, zm. 31 maja 2008) – polska rolniczka i polityk, posłanka na Sejm PRL VIII kadencji.

## Życiorys
Uzyskała wykształcenie średnie zawodowe, prowadziła specjalistyczne gospodarstwo rolne. Należała do Zjednoczonego Stronnictwa Ludowego, była członkinią prezydium Wojewódzkiego Komitetu ZSL w Sieradzu. W 1980 uzyskała mandat posłanki na Sejm PRL VIII kadencji w okręgu Sieradz. Zasiadała w Komisji Handlu Zagranicznego, Komisji Oświaty i Wychowania oraz w Komisji Współpracy Gospodarczej z Zagranicą i Gospodarki Morskiej.
Pochowana na cmentarzu parafialnym w Czarnożyłach.